# Stor-Sutsjaure
Stor-Sutsjaure är en sjö i Vilhelmina kommun i Lappland och ingår i Ångermanälvens huvudavrinningsområde. Sjön har en area på 1,23 kvadratkilometer och ligger 508,4 meter över havet. Sjön avvattnas av vattendraget Matskanån.

## Delavrinningsområde
Stor-Sutsjaure ingår i det delavrinningsområde (722935-150545) som SMHI kallar för Utloppet av Stor-Sutsjaure. Medelhöjden är 533 meter över havet och ytan är 9,24 kvadratkilometer. Räknas de 4 avrinningsområdena uppströms in blir den ackumulerade arean 29,34 kvadratkilometer. Matskanån som avvattnar avrinningsområdet har biflödesordning 3, vilket innebär att vattnet flödar genom totalt 3 vattendrag innan det når havet efter 390 kilometer. Avrinningsområdet består mestadels av skog (76 procent). Avrinningsområdet har 1,96 kvadratkilometer vattenytor vilket ger det en sjöprocent på 21,2 procent.